# Kaja Tael

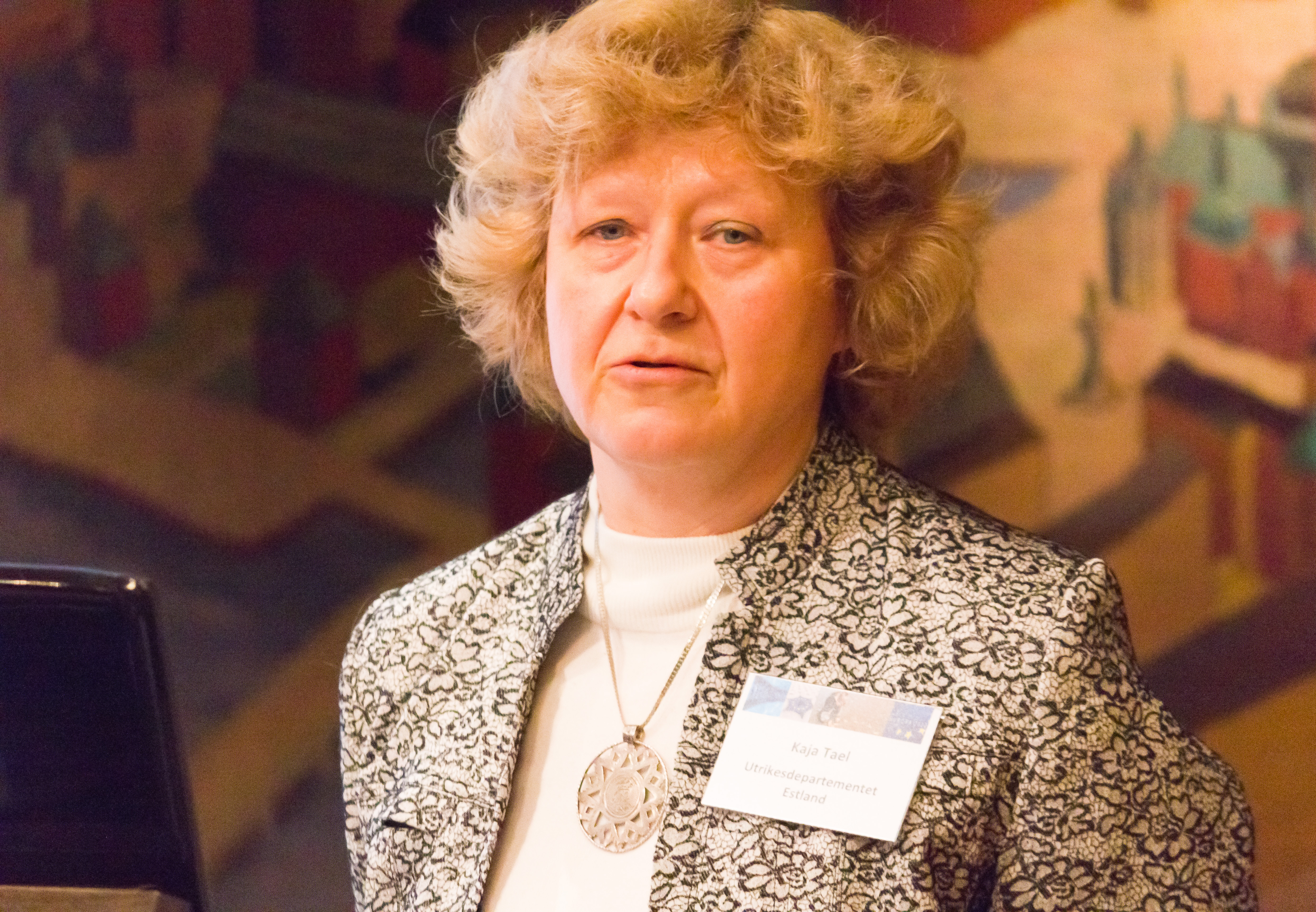
Kaja Tael (2011)

Kaja Tael (* 24. Juli 1960 in Tallinn) ist eine estnische Diplomatin. Von 2012 bis 2016 war sie Botschafterin der Republik Estland in Berlin. Seit 2016 ist Kaja Tael Ständige Vertreterin Estlands bei der Europäischen Union.

## Leben und Diplomatie
Kaja Tael schloss 1983 ihr Studium der Estnischen Philologie an der Staatlichen Universität Tartu ab. Im selben Fach legte sie 1989 ihre Promotion vor.
Von 1991 bis 1995 war Tael die Leiterin des Eesti Instituut, des staatlichen estnischen Kulturinstituts.
Von 1995 bis 1998 war sie als Beraterin für den damaligen estnischen Staatspräsidenten Lennart Meri tätig. Anschließend trat Kaja Tael in den diplomatischen Dienst ihres Landes ein. Sie war unter anderem von 2001 bis 2006 estnische Botschafterin in London. 2006 wurde sie im estnischen Außenministerium in Tallinn Unterstaatssekretärin für europäische Angelegenheiten.
Am 4. September 2012 überreichte Kaja Tael Bundespräsident Joachim Gauck ihr Beglaubigungsschreiben als neue estnische Botschafterin in Deutschland. Sie folgte dabei Mart Laanemäe, der im August 2016 auf diesen Posten zurückkehrte und somit nicht nur ihr Vorgänger, sondern auch ihr Nachfolger wurde.
Seit 2016 ist Botschafterin Kaja Tael Ständige Vertreterin Estlands bei der Europäischen Union.